# Dictyna tarda
Dictyna tarda är en spindelart som beskrevs av Schmidt 1971. Dictyna tarda ingår i släktet Dictyna och familjen kardarspindlar.
Artens utbredningsområde är Ecuador. Inga underarter finns listade i Catalogue of Life.